# 市川駅

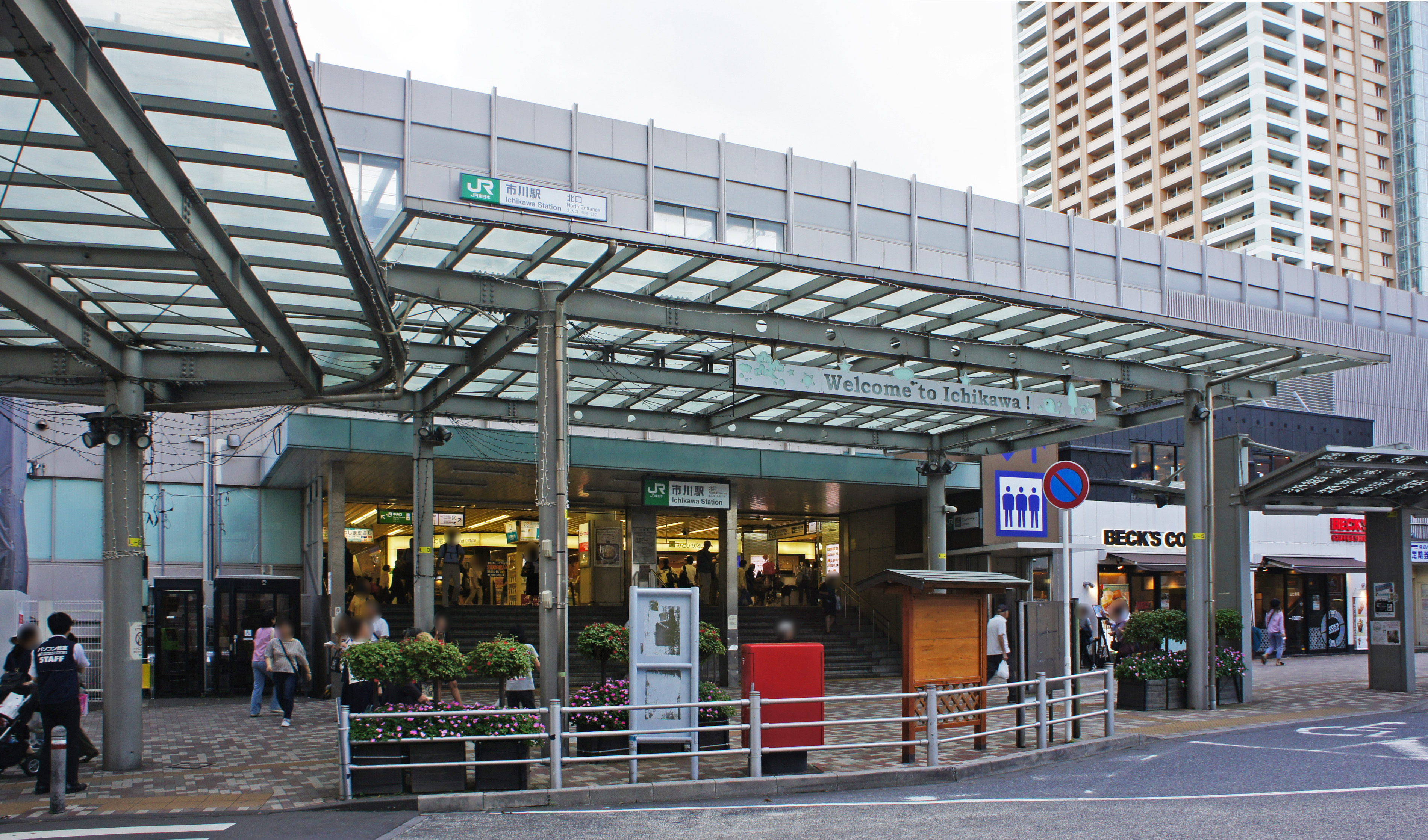
北口（2019年9月）

市川駅（いちかわえき）は、千葉県市川市市川一丁目にある、東日本旅客鉄道（JR東日本）総武本線の駅である。
運行系統としては快速線を走行する総武快速線、緩行線を走行する総武緩行線の2系統が停車する。駅番号は快速線がJO 24、緩行線がJB 27。

## 概要

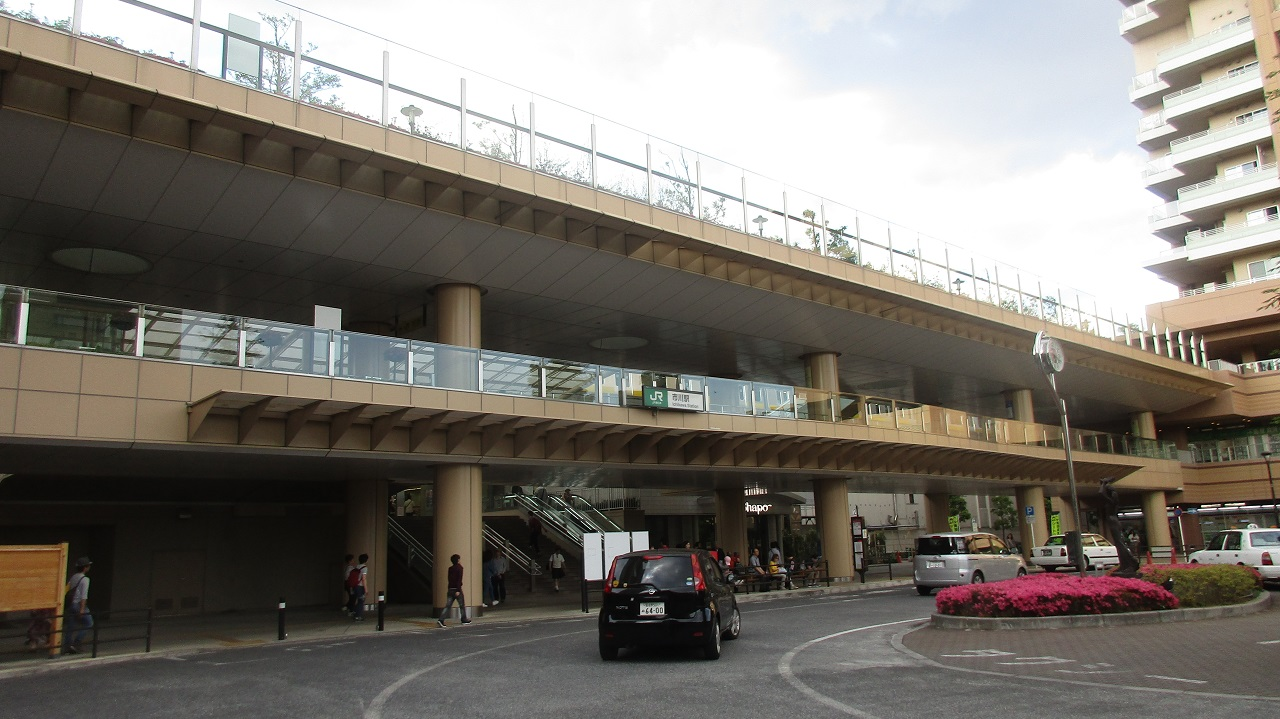
南口の2層型ペデストリアンデッキ（2017年6月）

江戸時代から豪商の別荘地として栄え、特に北口（京成本線沿い）の菅野・八幡地区は、お屋敷街を形成する高級住宅街となっている。国府台から八幡にかけては、東京医科歯科大学など3つの大学があり、市川学園を始めとする私立高校が7校、私立中学校が5校、私立小学校が3校と大規模な文教都市・学園都市となっている。
駅からの主な動線整備としては駅南口に2010年（平成22年）に竣工した各主要施設を結ぶ歩行者デッキ（ペデストリアンデッキ）が整備されており、地上2階と3階に2層のデッキが設置されている珍しい例である。
当駅にはJR東日本都市開発の駅ビルであるシャポー市川（shapo）、北口にはダイエー市川店、オリンピック市川店（旧松坂屋）、アクティオーレ市川、サンプラザ35ビル（ヤマザキプラザ市川）、スーパーヤマザキ市川店、南口にはオオゼキ市川店、ヤオコー市川新田店など商業施設も多く、I-linkタウンいちかわを代表する複合施設などが林立している。
I-linkタウンいちかわの展望室は日本の夜景100選や日本夜景遺産（施設型夜景遺産）にも選ばれており、東京スカイツリーや富士山、ディズニーリゾートなどが見渡せる。
南口は市川駅南口地区市街地再開発事業のような大規模な都市再開発が進んでいる。

## 歴史
- 1894年（明治27年）
  - 7月20日：総武鉄道の起点駅として開設[1]（単線[11]）。旅客・貨物取扱開始。
  - 12月9日：本所（現・錦糸町） - 市川間が延伸開業（単線[11]）し、中間の駅となる[1]。
- 1907年（明治40年）9月1日：鉄道国有法により買収され、帝国鉄道庁の駅となる[1]。
- 1908年（明治41年）
  - 6月17日：当駅 - 船橋間複線化[12]。
  - 10月14日：小岩 - 当駅間複線化[12]。
- 1909年（明治42年）10月12日：国有鉄道線路名称設定により総武本線の駅となる[1]。
- 1933年（昭和8年）
  - 3月15日：両国 - 当駅間電化[11][12]。
  - 9月15日：当駅 - 船橋間電化[11][12]。
- 1959年（昭和34年）12月：南口を新設[11]。
- 1964年（昭和39年）10月1日：貨物取扱廃止[13]。
- 1968年（昭和43年）
  - 6月：高架化と複々線化の基礎工事が着工[14]。
  - 10月1日：中野駅始発快速電車運転が開始され、快速停車駅となる[15]。
- 1969年（昭和44年）
  - 4月8日：大口貨物取扱廃止（西船橋駅に集約）。小口の手・小荷物扱いは継続[16]。
  - 5月：高架化と複々線化工事に伴い北越製紙市川工場（現・北越コーポレーション関東工場市川工務部）への専用側線を廃止[17]。
  - 6月1日：貨物取扱廃止[18]。廃止までは貨車入換操車を行っていた[19]。
  - 7月6日：0番線新設[18]。
  - 12月7日：新上り線切替。その後0番線撤去[18]。
- 1970年（昭和45年）7月12日：西船橋 - 新小岩間複々線化・高架化工事の一部が完了[20]。発着が高架ホームに切り替えられた[18]。
  - 当初は高架ホームへの切替は1969年（昭和44年）4月を予定していた[18]。
  - 快速線の運用が開始されるまでは、現緩行線ホームを上り線・中線ホーム、現快速線ホームを下り線ホームとして使用した[18]。
- 1972年（昭和47年）
  - 7月14日：錦糸町 - 津田沼間複々線化を祝うレール締結式と発車式が開催される[21]。
  - 7月15日：錦糸町 - 津田沼間複々線化完成[1]、快速電車の快速線運用が開始される[13]。
  - 9月14日：駅ビル（ステーションセンター）「シャポー市川」が開業[22][23]。施主は千葉高架株式会社、施工は前田建設工業[24]。建築面積7294平方メートル、延面積12340平方メートル、SRC造で、外装部分は駅部分やホーム上部の防風壁と一体化させている[24]。
    - 当時は1層構造で、1階部分が店舗であり、地階は駐車場や事務所に利用されていた[22][24]。
- 1987年（昭和62年）4月1日：国鉄分割民営化に伴い、東日本旅客鉄道（JR東日本）に移管[1]。
- 1996年（平成8年）7月20日：駅構内に盲導鈴を設置[25]。
- 2001年（平成13年）11月18日：ICカード「Suica」の利用が可能となる[広報 1]。
- 2012年（平成24年）10月：駅ビル「シャポー市川」が1回目のリニューアル[26]。
- 2019年（平成31年・令和元年）
  - 1月31日：びゅうプラザの営業終了[27]。
  - 6月28日：駅ビル「シャポー市川」が2回目のリニューアル[23][26]。
- 2020年（令和2年）3月26日：駅ビル「シャポー市川」の3回目のリニューアルが行われ、グランドオープン[26]。
- 2025年（令和7年）6月1日：1・2番線（総武線各駅停車）ホームでスマートホームドアの使用を開始[28]。

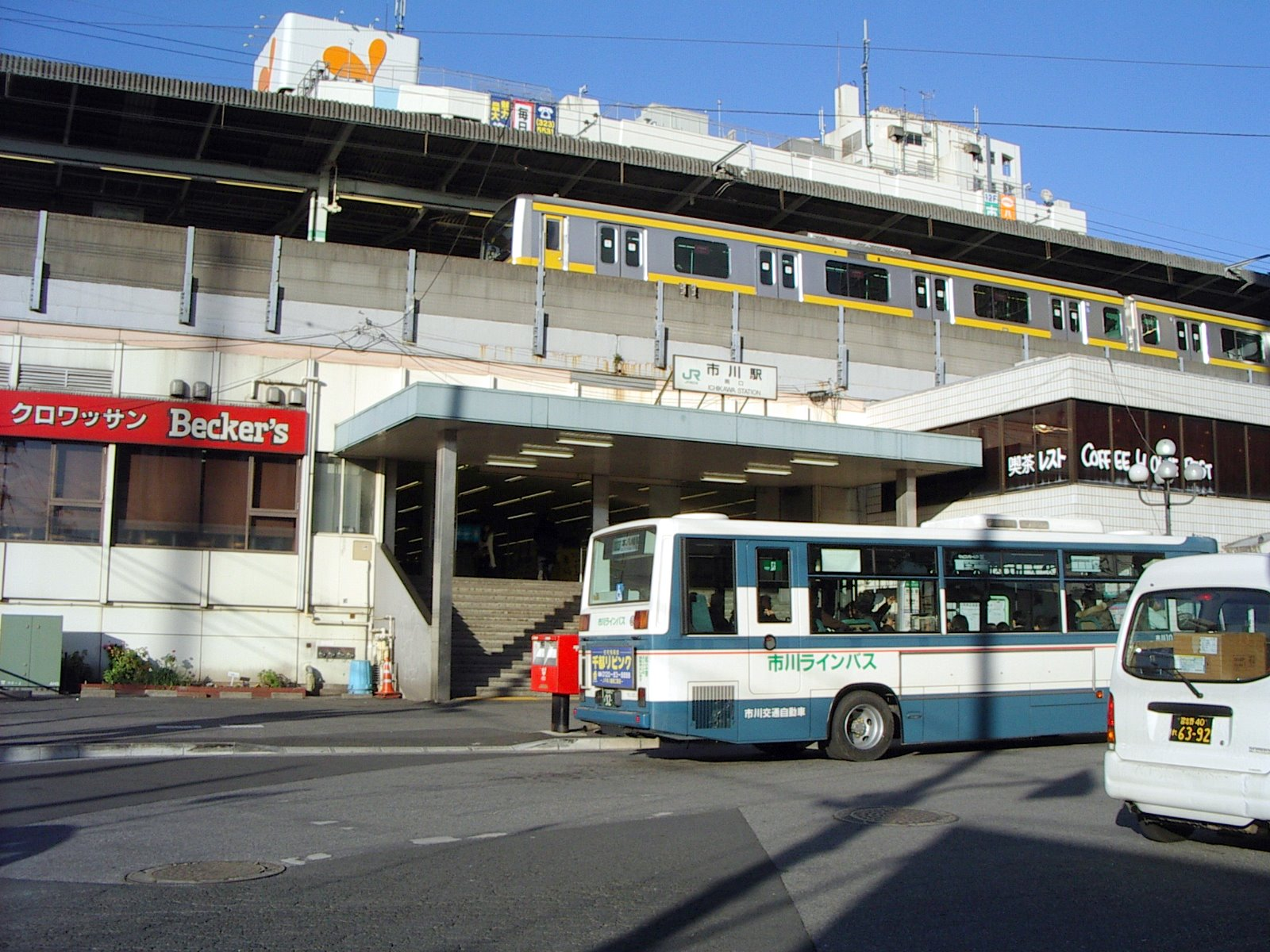
駅舎改装前の南口（2007年3月12日）
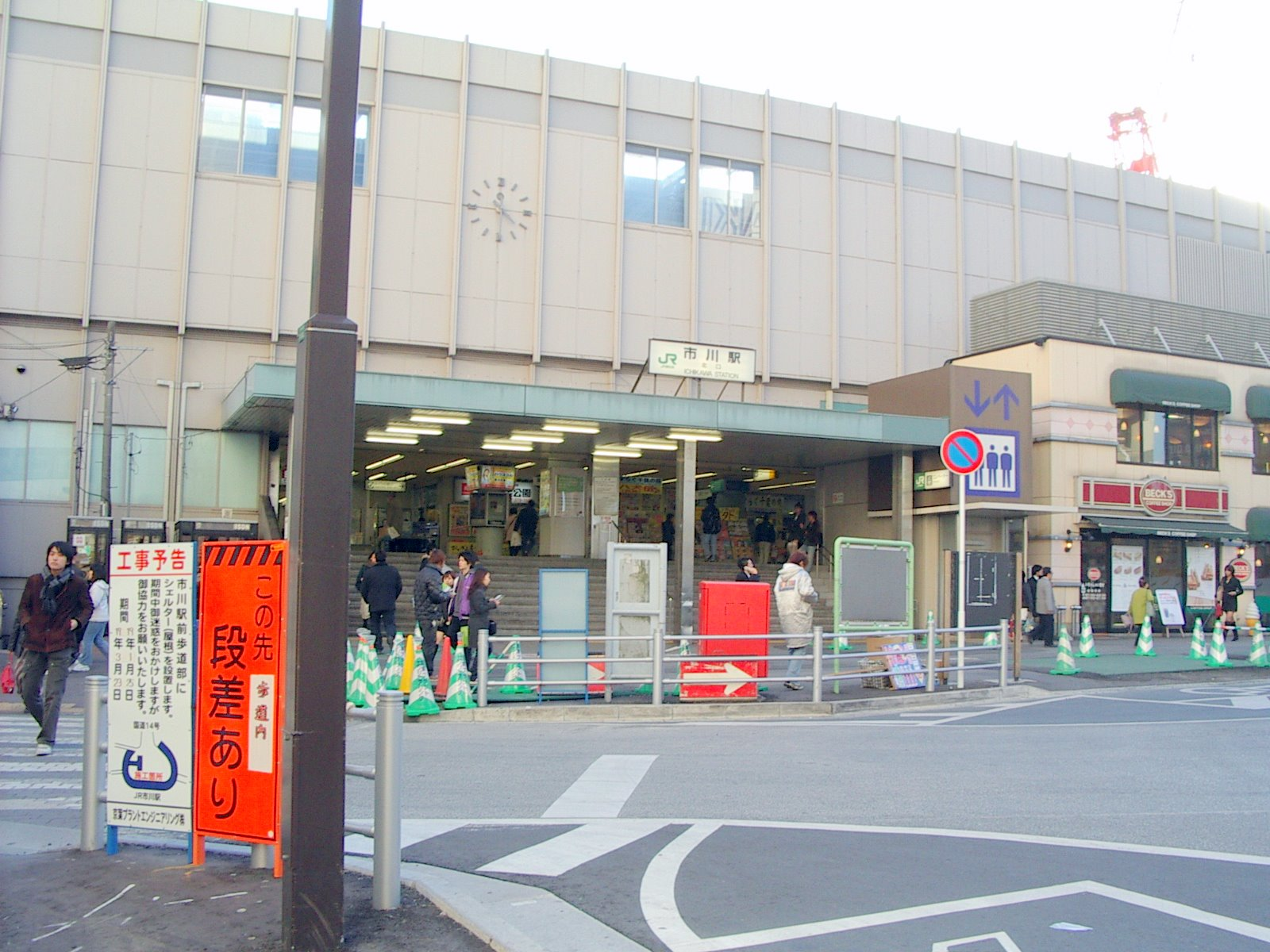
屋根設置前の北口（2007年3月12日）

## 駅構造
島式ホーム2面4線と快速ホーム（3・4番線）外側に本線（通過線）2線を有する高架駅である。快速線ホームは320m、緩行線ホームは220mの長さである。複々線化・高架化前は上下本線に待避線を加えた3線と貨物線3線の計6線を有し、ホームは2面であった。
快速電車の多くは当駅で特急の通過待ちを行う。停車する列車は分岐器を通過するために大きく揺れることがあり、到着前と出発直後に注意を促す放送が流れる。特急列車通過待ちのため、当駅から錦糸町駅方面の所要時間は快速電車も各駅停車と大差無い場合がある。
改札口は中央口とShapo改札（ICカード専用）の2ヶ所である。高架下には飲食店や衣料品店などが入居する「シャポー市川」があり、Shapo改札で駅改札内と直結している。
みどりの窓口・Suica対応自動改札機・指定席券売機設置。
船橋営業統括センター管内の直営駅で、副所長兼駅長が配置されている。

### のりば
| 番線 | 路線               | 方向 | 行先                     |
| ---- | ------------------ | ---- | ------------------------ |
| 1    | 総武線（各駅停車） | 西行 | 錦糸町・秋葉原・新宿方面 |
| 2    | 総武線（各駅停車） | 東行 | 本八幡・津田沼・千葉方面 |
| 3    | 総武線（快速）     | 上り | 錦糸町・東京・横浜方面   |
| 4    | 総武線（快速）     | 下り | 船橋・津田沼・千葉方面   |

（出典：JR東日本:駅構内図）

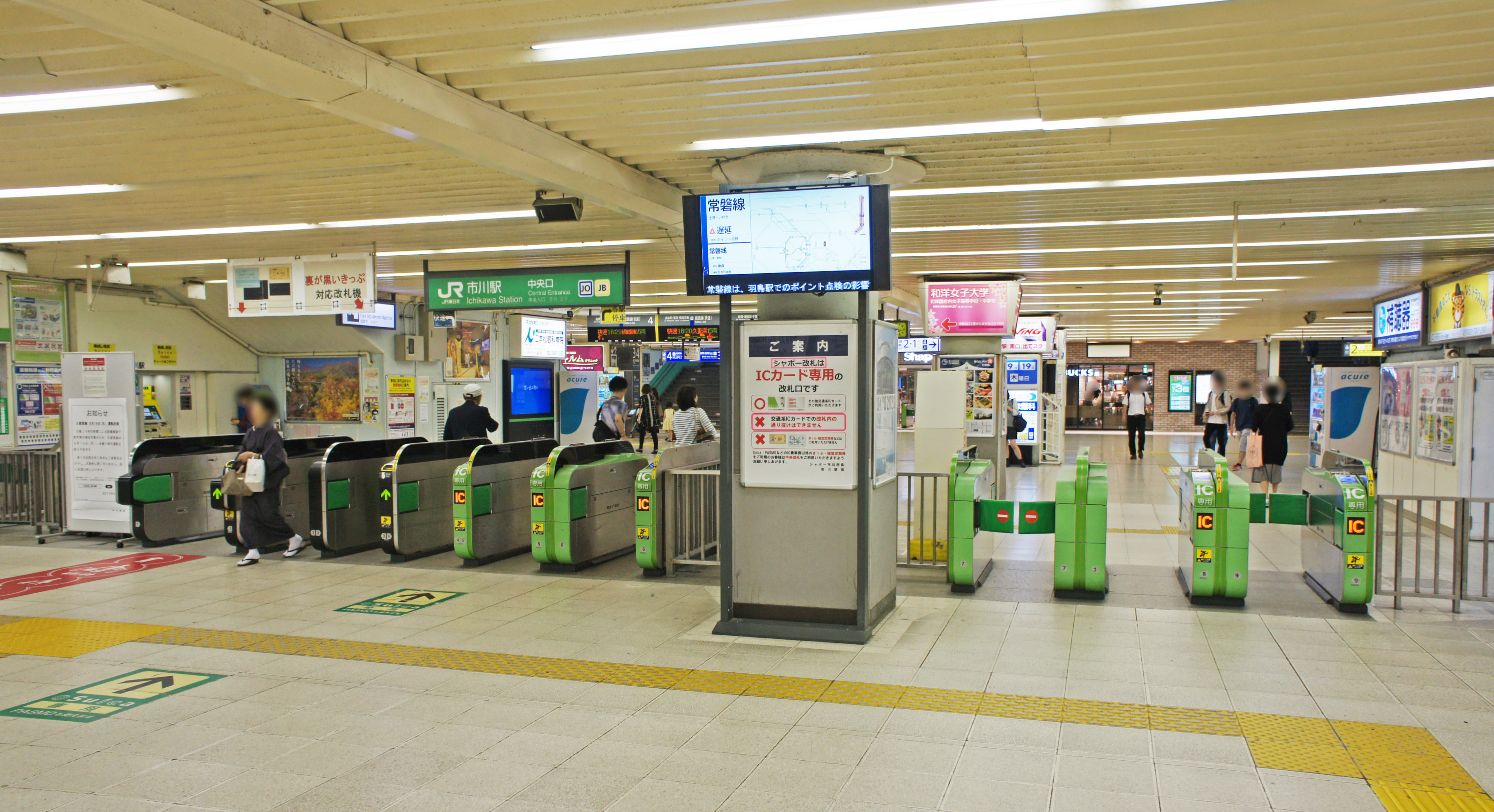
中央口改札（2019年9月）
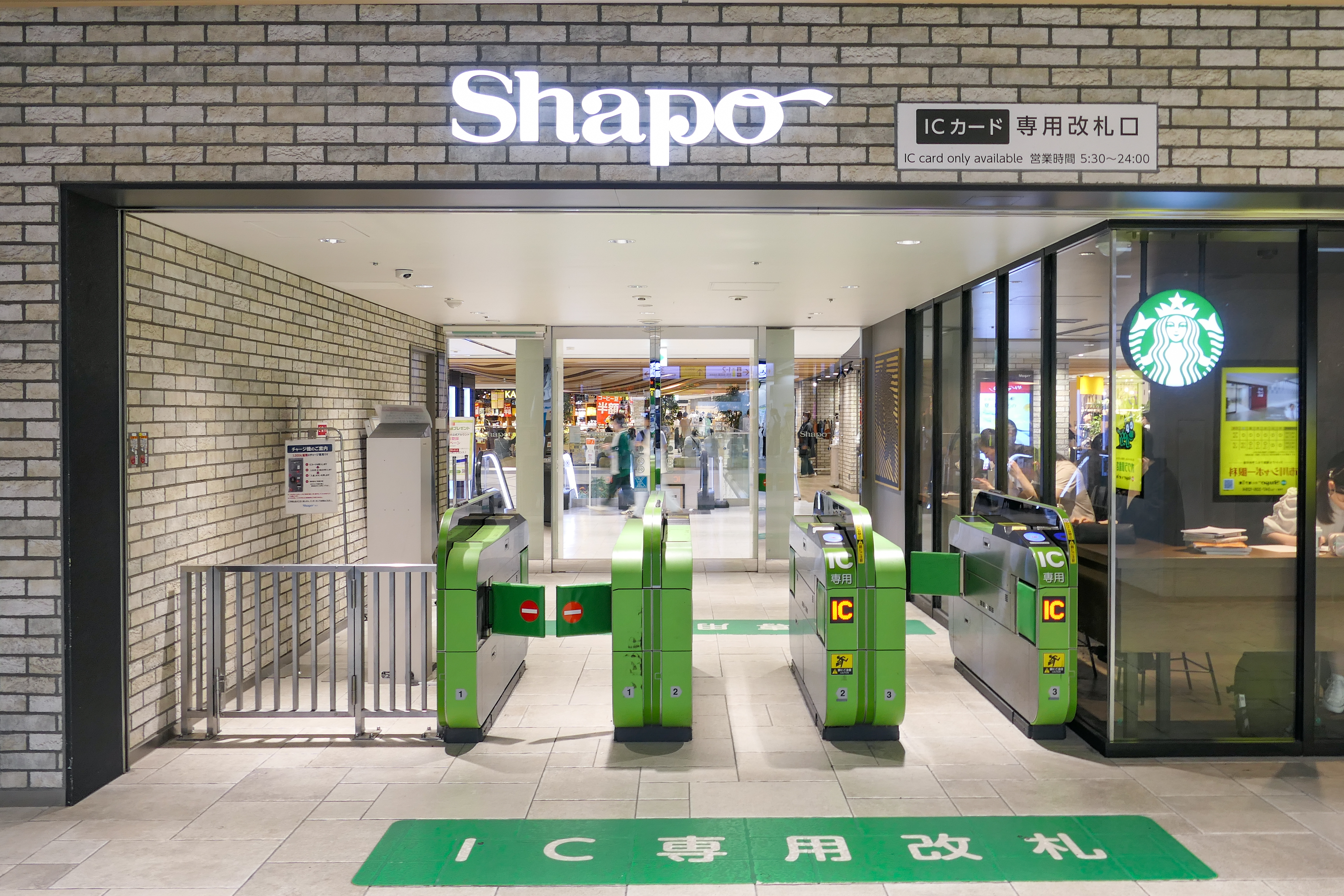
Shapo改札（2023年5月）
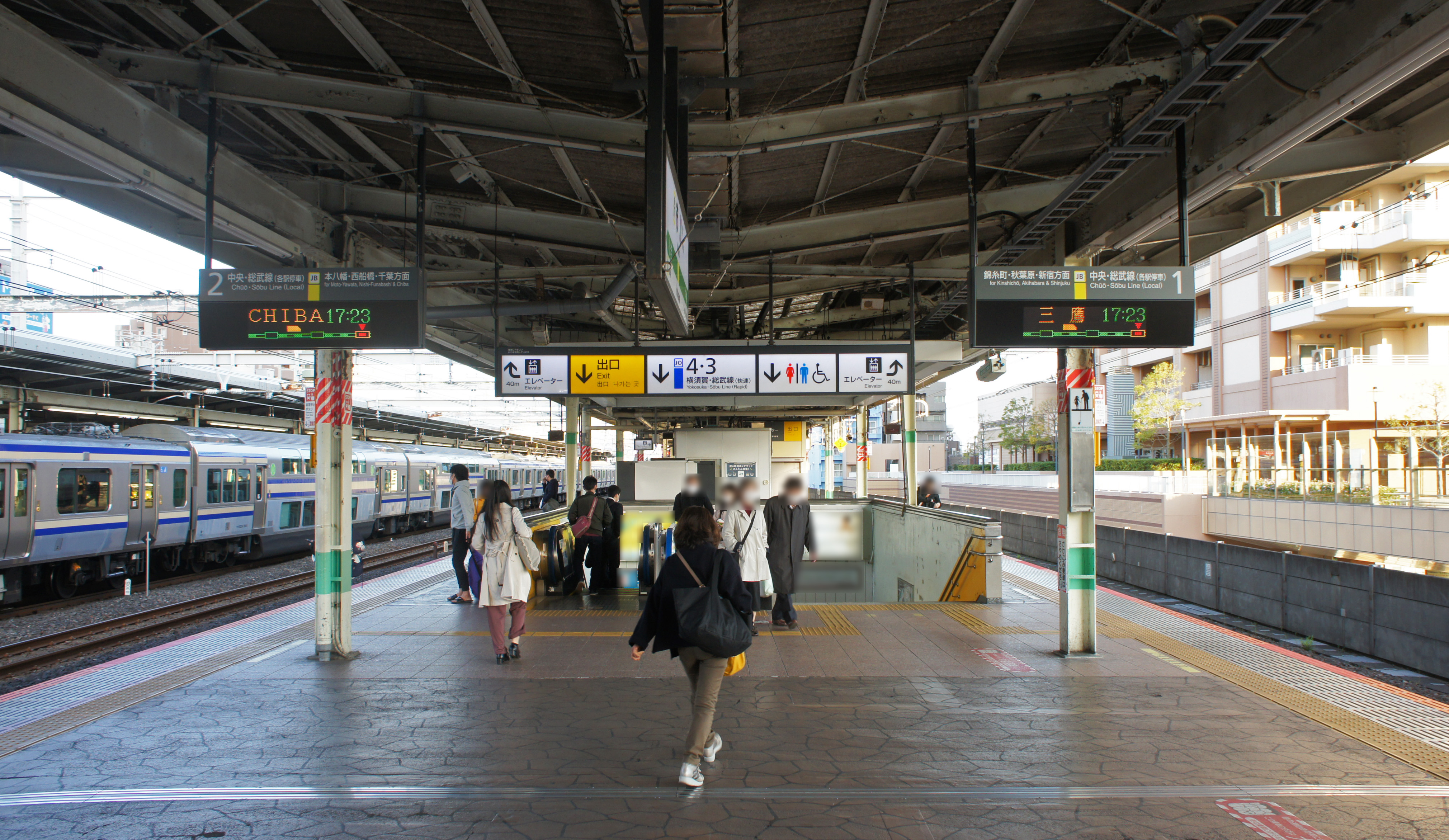
1・2番線（総武線各駅停車）ホーム（2021年4月）
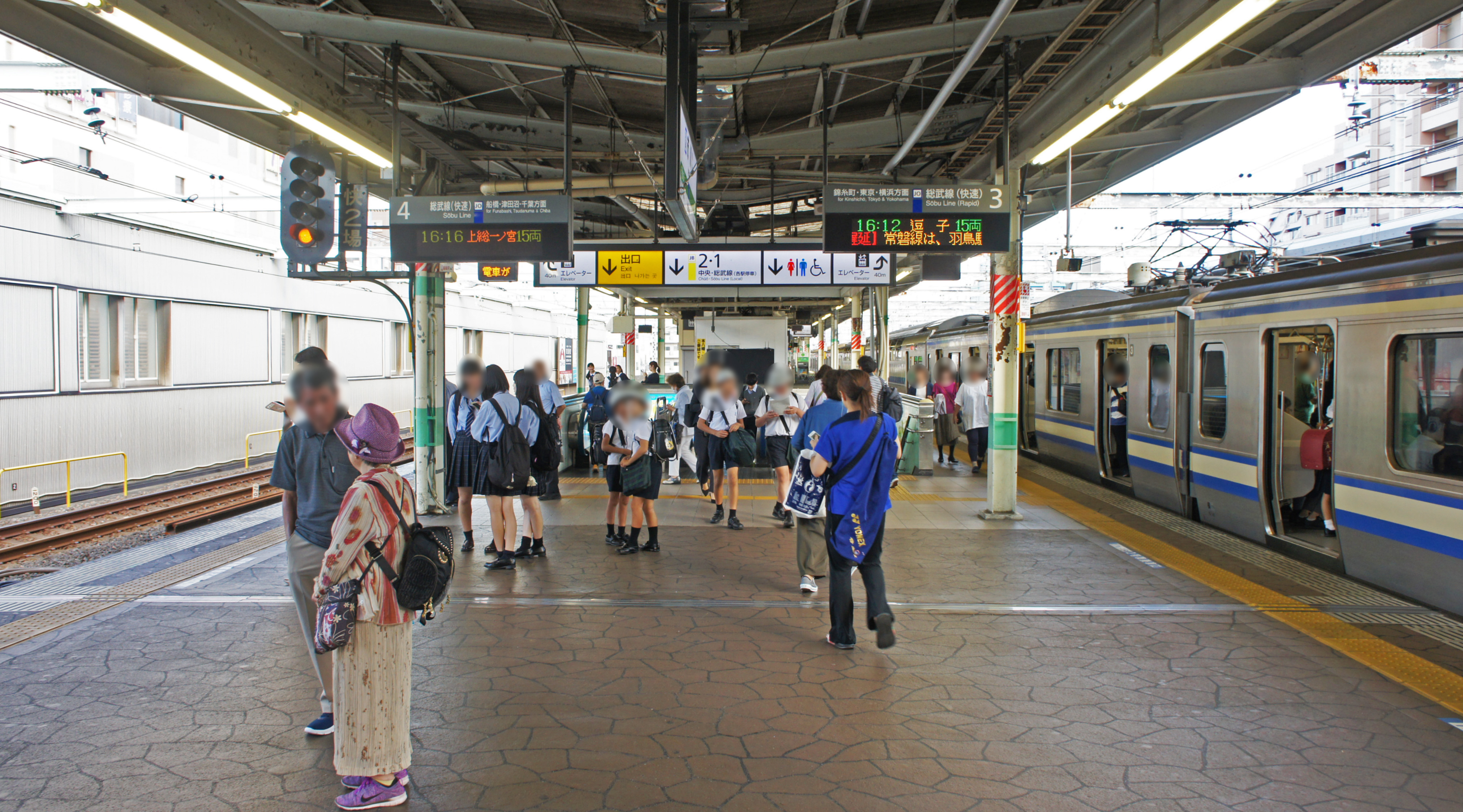
3・4番線（総武快速線）ホーム（2019年9月）

### 発車メロディ
全ホームでスイッチ制作のメロディを使用していたが、2025年7月4日に変更された。
| 1 | JB | JRE-IKST-003-01 |
| 2 | JB | JRE-IKST-003-02 |
| 3 | JO | JRE-IKST-015-01 |
| 4 | JO | JRE-IKST-015-02 |

## 利用状況
2023年（令和5年）度の1日平均乗車人員は54,891人である。JR東日本管内の駅では海浜幕張駅に次いで第75位である。快速停車駅であるが、通過駅で西隣の小岩駅や西船橋駅より利用者が少ない。西船橋駅には快速が停車しないため、当駅から乗換える乗客も多い。
JR東日本及び千葉県統計年鑑によると、1日平均乗車人員の推移は以下の通り。

### 年度別1日平均乗車人員（1890年代 - 1930年代）
年度全体の乗車人員を365（閏日が入る年度は366）で除して1日平均乗車人員を求めている。
| 年度               | 1日平均 乗車人員 | 出典              |
| ------------------ | ---------------- | ----------------- |
| 1897年（明治30年） | 582              | [ 千葉県統計 1 ]  |
| 1898年（明治31年） | 357              | [ 千葉県統計 2 ]  |
| 1900年（明治33年） | 402              | [ 千葉県統計 3 ]  |
| 1901年（明治34年） | 394              | [ 千葉県統計 4 ]  |
| 1905年（明治38年） | 420              | [ 千葉県統計 5 ]  |
| 1906年（明治39年） | 488              | [ 千葉県統計 6 ]  |
| 1907年（明治40年） | 280              | [ 千葉県統計 7 ]  |
| 1908年（明治41年） | 486              | [ 千葉県統計 8 ]  |
| 1909年（明治42年） | 503              | [ 千葉県統計 9 ]  |
| 1910年（明治43年） | 540              | [ 千葉県統計 10 ] |
| 1911年（明治44年） | 585              | [ 千葉県統計 11 ] |
| 1912年（大正元年） | 578              | [ 千葉県統計 12 ] |
| 1913年（大正02年） | 479              | [ 千葉県統計 13 ] |
| 1914年（大正03年） | 480              | [ 千葉県統計 14 ] |
| 1915年（大正04年） | 405              | [ 千葉県統計 15 ] |
| 1916年（大正05年） | 337              | [ 千葉県統計 16 ] |
| 1917年（大正06年） | 329              | [ 千葉県統計 17 ] |
| 1918年（大正07年） | 404              | [ 千葉県統計 18 ] |
| 1919年（大正08年） | 563              | [ 千葉県統計 19 ] |
| 1920年（大正09年） | 724              | [ 千葉県統計 20 ] |
| 1921年（大正10年） | 824              | [ 千葉県統計 21 ] |
| 1922年（大正11年） | 1,008            | [ 千葉県統計 22 ] |
| 1923年（大正12年） | 1,189            | [ 千葉県統計 23 ] |
| 1924年（大正13年） | 2,235            | [ 千葉県統計 24 ] |
| 1925年（大正14年） | 2,361            | [ 千葉県統計 25 ] |
| 1926年（昭和元年） | 2,477            | [ 千葉県統計 26 ] |
| 1927年（昭和02年） | 2,777            | [ 千葉県統計 27 ] |
| 1928年（昭和03年） | 2,970            | [ 千葉県統計 28 ] |
| 1929年（昭和04年） | 3,014            | [ 千葉県統計 29 ] |
| 1930年（昭和05年） | 3,074            | [ 千葉県統計 30 ] |
| 1931年（昭和06年） | 2,979            | [ 千葉県統計 31 ] |
| 1932年（昭和07年） | 3,303            | [ 千葉県統計 32 ] |
| 1933年（昭和08年） | 4,791            | [ 千葉県統計 33 ] |
| 1934年（昭和09年） | 5,170            | [ 千葉県統計 34 ] |
| 1935年（昭和10年） | 5,645            | [ 千葉県統計 35 ] |
| 1936年（昭和11年） | 5,950            | [ 千葉県統計 36 ] |

### 年度別1日平均乗車人員（1953年 - 2000年）
| 年度               | 1日平均 乗車人員 | 出典              |
| ------------------ | ---------------- | ----------------- |
| 1953年（昭和28年） | 22,300           | [ 千葉県統計 37 ] |
| 1954年（昭和29年） | 23,076           | [ 千葉県統計 38 ] |
| 1955年（昭和30年） | 23,825           | [ 千葉県統計 39 ] |
| 1956年（昭和31年） | 25,334           | [ 千葉県統計 40 ] |
| 1957年（昭和32年） | 26,922           | [ 千葉県統計 41 ] |
| 1958年（昭和33年） | 28,388           | [ 千葉県統計 42 ] |
| 1959年（昭和34年） | 30,378           | [ 千葉県統計 43 ] |
| 1960年（昭和35年） | 33,342           | [ 千葉県統計 44 ] |
| 1961年（昭和36年） | 36,506           | [ 千葉県統計 45 ] |
| 1962年（昭和37年） | 40,131           | [ 千葉県統計 46 ] |
| 1963年（昭和38年） | 43,245           | [ 千葉県統計 47 ] |
| 1964年（昭和39年） | 46,681           | [ 千葉県統計 48 ] |
| 1965年（昭和40年） | 48,650           | [ 千葉県統計 49 ] |
| 1966年（昭和41年） | 51,793           | [ 千葉県統計 50 ] |
| 1967年（昭和42年） | 53,474           | [ 千葉県統計 51 ] |
| 1968年（昭和43年） | 54,807           | [ 千葉県統計 52 ] |
| 1969年（昭和44年） | 48,622           | [ 千葉県統計 53 ] |
| 1970年（昭和45年） | 49,793           | [ 千葉県統計 54 ] |
| 1971年（昭和46年） | 49,331           | [ 千葉県統計 55 ] |
| 1972年（昭和47年） | 53,124           | [ 千葉県統計 56 ] |
| 1973年（昭和48年） | 55,427           | [ 千葉県統計 57 ] |
| 1974年（昭和49年） | 56,502           | [ 千葉県統計 58 ] |
| 1975年（昭和50年） | 56,777           | [ 千葉県統計 59 ] |
| 1976年（昭和51年） | 58,438           | [ 千葉県統計 60 ] |
| 1977年（昭和52年） | 57,454           | [ 千葉県統計 61 ] |
| 1978年（昭和53年） | 57,246           | [ 千葉県統計 62 ] |
| 1979年（昭和54年） | 56,443           | [ 千葉県統計 63 ] |
| 1980年（昭和55年） | 56,348           | [ 千葉県統計 64 ] |
| 1981年（昭和56年） | 56,483           | [ 千葉県統計 65 ] |
| 1982年（昭和57年） | 56,088           | [ 千葉県統計 66 ] |
| 1983年（昭和58年） | 55,404           | [ 千葉県統計 67 ] |
| 1984年（昭和59年） | 57,546           | [ 千葉県統計 68 ] |
| 1985年（昭和60年） | 57,600           | [ 千葉県統計 69 ] |
| 1986年（昭和61年） | 58,767           | [ 千葉県統計 70 ] |
| 1987年（昭和62年） | 59,625           | [ 千葉県統計 71 ] |
| 1988年（昭和63年） | 61,685           | [ 千葉県統計 72 ] |
| 1989年（平成元年） | 61,869           | [ 千葉県統計 73 ] |
| 1990年（平成02年） | 62,771           | [ 千葉県統計 74 ] |
| 1991年（平成03年） | 62,849           | [ 千葉県統計 75 ] |
| 1992年（平成04年） | 62,740           | [ 千葉県統計 76 ] |
| 1993年（平成05年） | 61,770           | [ 千葉県統計 77 ] |
| 1994年（平成06年） | 60,872           | [ 千葉県統計 78 ] |
| 1995年（平成07年） | 59,656           | [ 千葉県統計 79 ] |
| 1996年（平成08年） | 60,065           | [ 千葉県統計 80 ] |
| 1997年（平成09年） | 58,619           | [ 千葉県統計 81 ] |
| 1998年（平成10年） | 57,622           | [ 千葉県統計 82 ] |
| 1999年（平成11年） | 57,294           | [ 千葉県統計 83 ] |
| 2000年（平成12年） | 56,955           | [ 千葉県統計 84 ] |

### 年度別1日平均乗車人員（2001年以降）
| 年度               | 1日平均 乗車人員 | 出典               |
| ------------------ | ---------------- | ------------------ |
| 2001年（平成13年） | 56,783           | [ 千葉県統計 85 ]  |
| 2002年（平成14年） | 57,346           | [ 千葉県統計 86 ]  |
| 2003年（平成15年） | 57,694           | [ 千葉県統計 87 ]  |
| 2004年（平成16年） | 56,902           | [ 千葉県統計 88 ]  |
| 2005年（平成17年） | 57,349           | [ 千葉県統計 89 ]  |
| 2006年（平成18年） | 58,338           | [ 千葉県統計 90 ]  |
| 2007年（平成19年） | 58,727           | [ 千葉県統計 91 ]  |
| 2008年（平成20年） | 58,723           | [ 千葉県統計 92 ]  |
| 2009年（平成21年） | 58,853           | [ 千葉県統計 93 ]  |
| 2010年（平成22年） | 58,979           | [ 千葉県統計 94 ]  |
| 2011年（平成23年） | 58,331           | [ 千葉県統計 95 ]  |
| 2012年（平成24年） | 58,522           | [ 千葉県統計 96 ]  |
| 2013年（平成25年） | 59,153           | [ 千葉県統計 97 ]  |
| 2014年（平成26年） | 58,577           | [ 千葉県統計 98 ]  |
| 2015年（平成27年） | 59,909           | [ 千葉県統計 99 ]  |
| 2016年（平成28年） | 60,558           | [ 千葉県統計 100 ] |
| 2017年（平成29年） | 61,159           | [ 千葉県統計 101 ] |
| 2018年（平成30年） | 61,418           | [ 千葉県統計 102 ] |
| 2019年（令和元年） | 61,575           | [ 千葉県統計 103 ] |
| 2020年（令和02年） | 46,169           |                    |
| 2021年（令和03年） | 48,622           |                    |
| 2022年（令和04年） | 52,412           |                    |
| 2023年（令和05年） | 54,891           |                    |

備考
1. 1 2  1897・1898・1900・1901・1905・1906年については1月 - 12月の暦年

## 駅周辺

### 駅周辺
『JTB時刻表』においては当駅が市川市の代表駅となっている。 市川駅周辺地区は明治時代から江戸川水運の中継地点や軍都として栄えており、1975年頃まで都市の諸機能の集積度合いは市内の他駅を凌駕していた。都営新宿線の本八幡駅開業（1989年）を経て、都市諸機能は市役所の所在する本八幡駅周辺地区に集積しつつある。

#### 駅舎内の施設（駅ナカ・駅ビル）
駅ナカ商業施設として改札外に「シャポー市川」があり、専用改札口が併設されている。2012年10月に東京側、2019年6月28日に千葉側、2020年3月26日に中央地下部分がそれぞれリニューアルされた。
1階は食鮮館、グルメカルチャー、地下1階は味の小路、フーズ&デリカ、ファッションのエリアに分けられ、計約50店舗の専門店を有する。
- 改札内
  - いろり庵きらく・VIEW ALTTE
- 改札外
  - シャポー市川
  - NewDays
  - VIEW ALTTE
  - みどりの窓口
  - 指定席券売機

#### 駅
- 市川真間駅 - 北に約500 m離れている。乗換駅指定は受けておらず、連絡定期券は発売していない。

#### 再開発事業

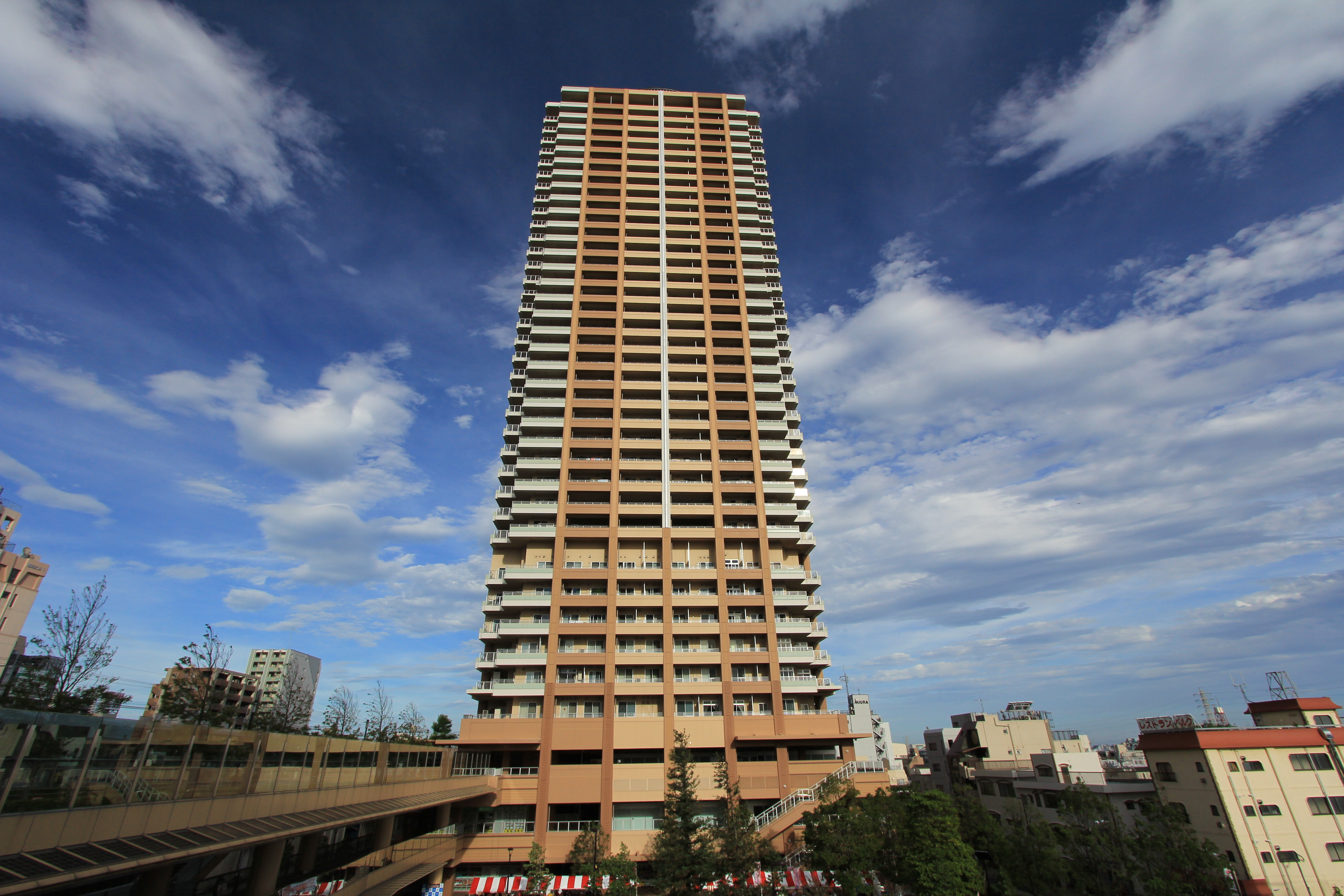
南口隣接のI-linkタウンいちかわ（ザ・タワーズイースト）

南口周辺が再開発された。この事業は地上45階と地上37階の超高層ビル2棟（I-linkタウン）を含む周辺地域の再開発で、分譲・賃貸合わせて約1,000戸の住宅と共に、商業施設の他、行政施設、図書館、高齢者施設などの都市機能が整備された。当駅とはペデストリアンデッキで結ばれている。

#### 商業施設
- 市川ビル
  - ダイエー市川店
- オリンピック市川店
- オオゼキ 市川店
- サンプラザ35ビル

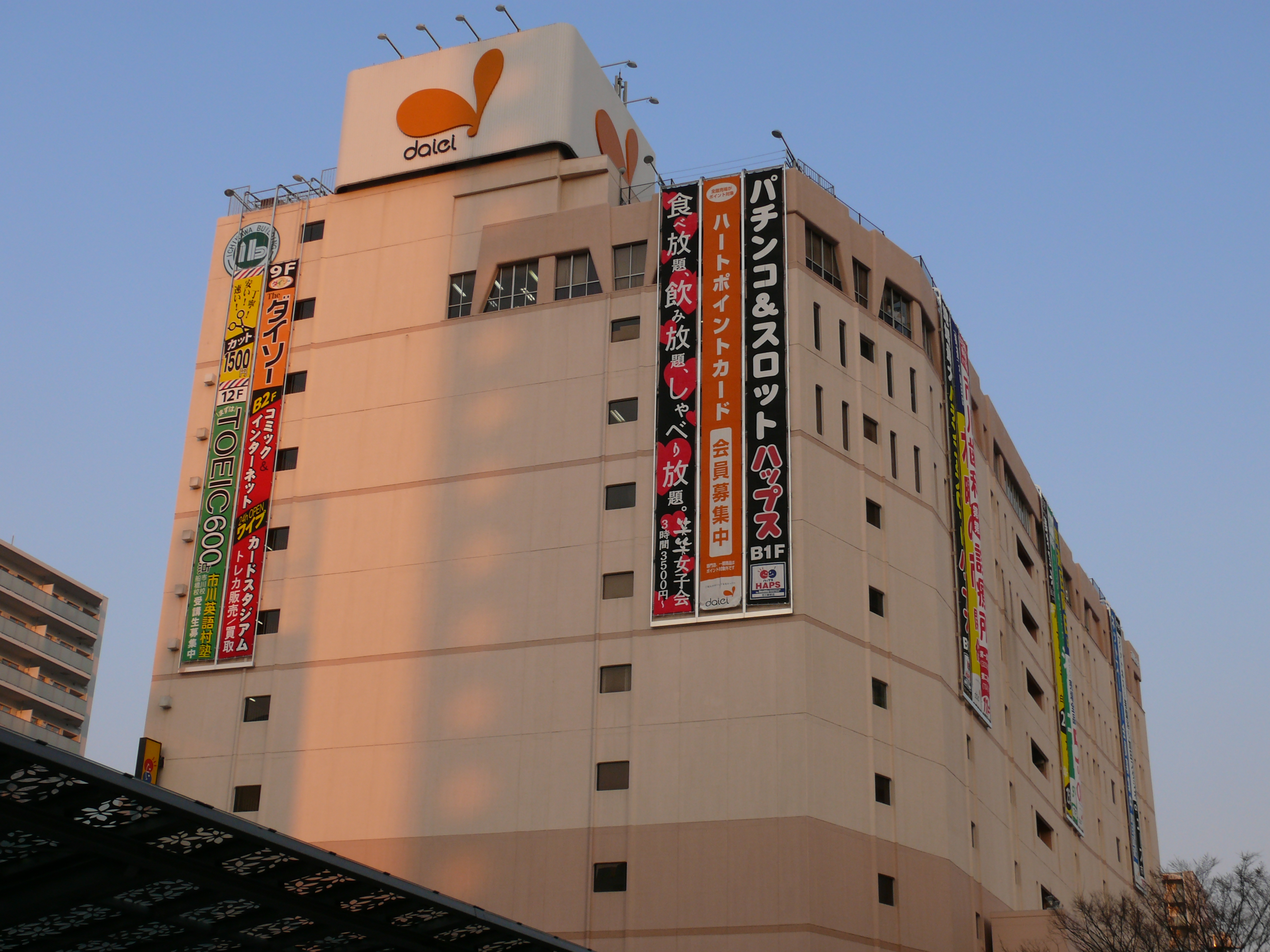
ダイエー市川店

  - ヤマザキプラザ市川（1階） - 1952年に市川売店としてオープンし直売開始。1983年に7階建てのビルを建設し、2009年にこの名でリニューアルオープン[34]。
  - スーパーヤマザキ（地下1階）
  - デイリーヤマザキ本社

#### 郵便局・金融機関

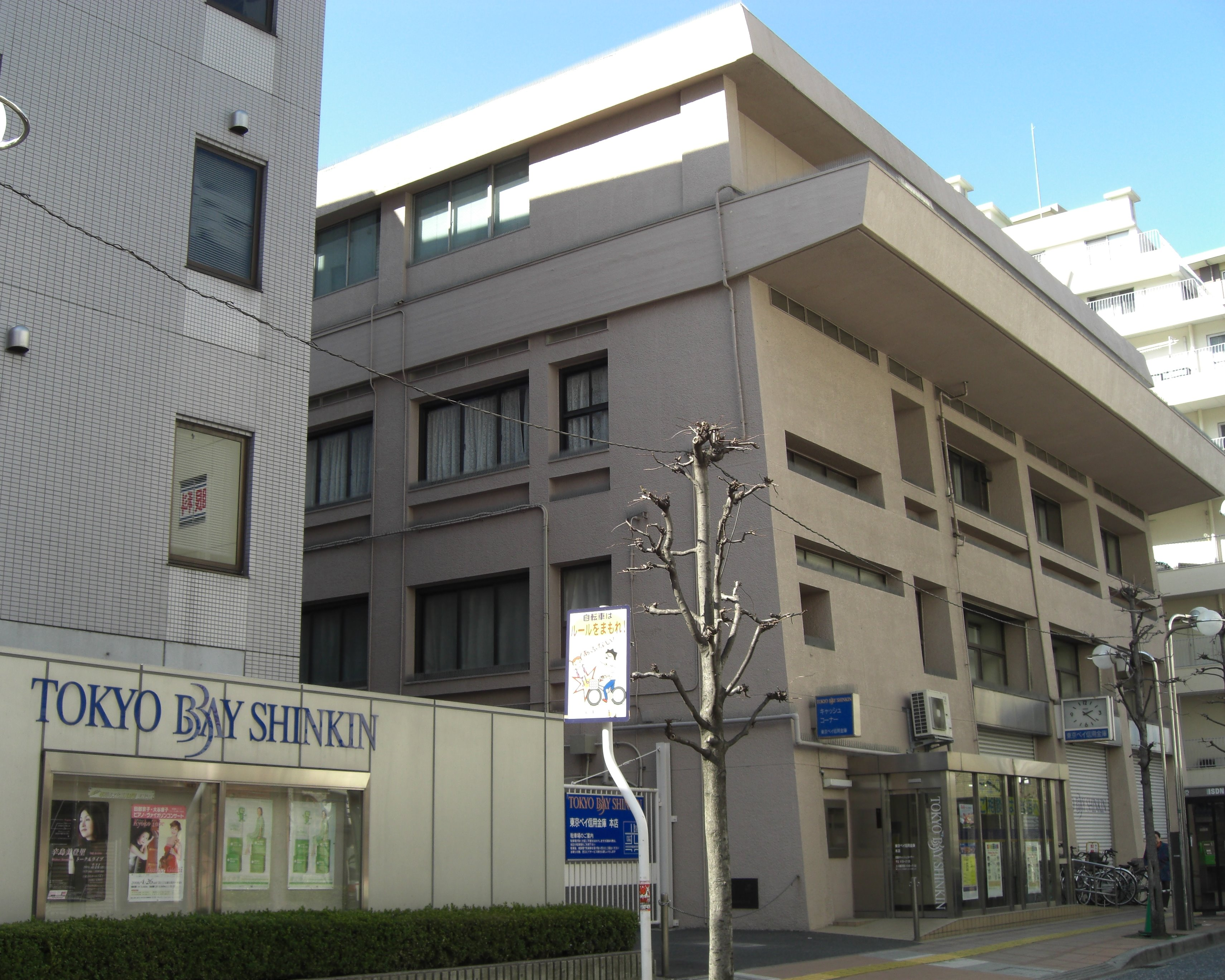
東京ベイ信用金庫本部本店

- 市川三本松郵便局
- 市川南三郵便局
- 菅野郵便局
- 市川真間郵便局
- 千葉銀行 市川支店
- みずほ銀行 市川支店
- 三菱UFJ銀行 市川支店
- 三井住友銀行 市川支店
- 京葉銀行 市川支店
- 東京ベイ信用金庫 本部・本部本店
- 東京東信用金庫 市川支店

#### 学校
国立

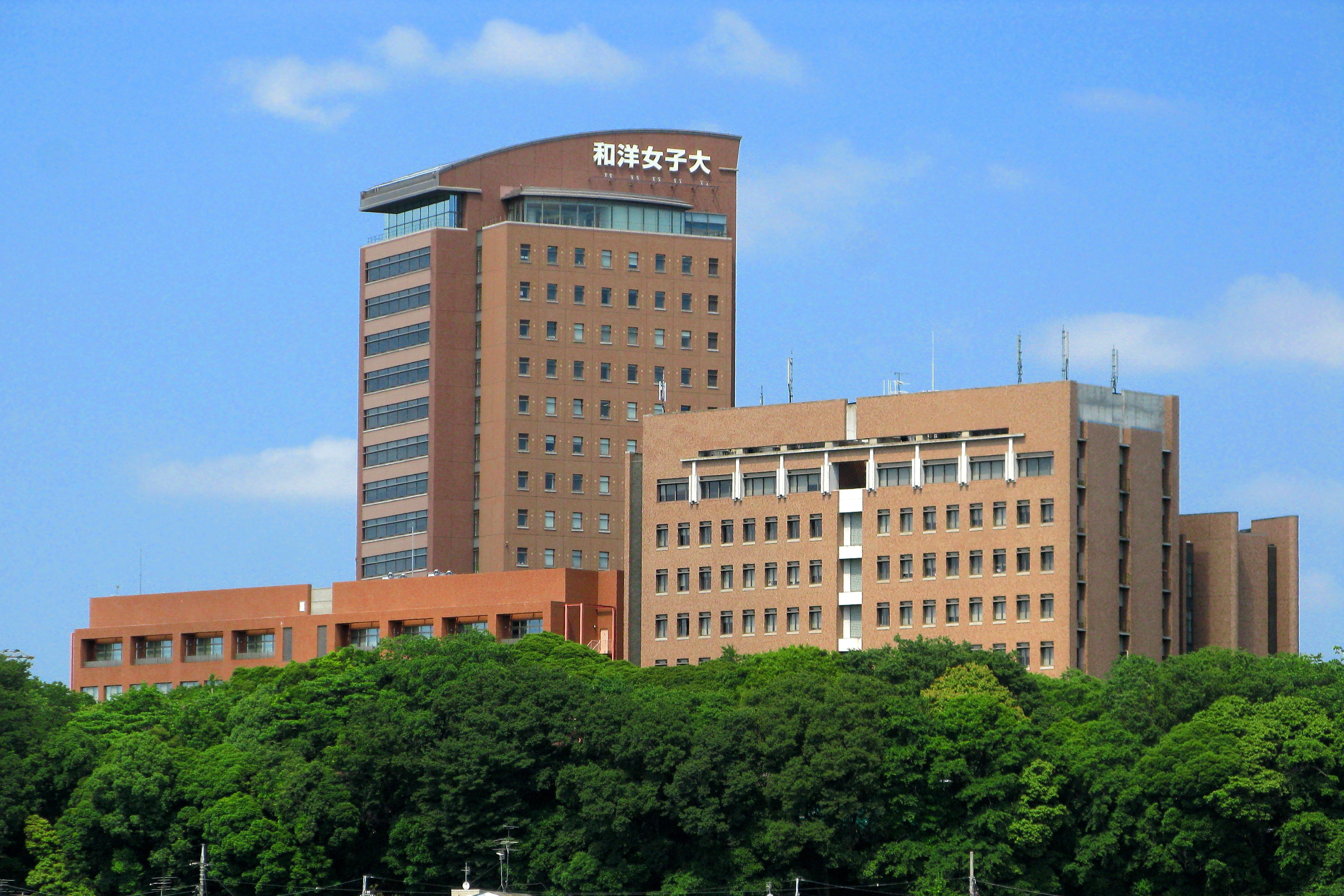
和洋女子大学

- 東京科学大学（旧：東京医科歯科大学） 国府台キャンパス
- 筑波大学附属聴覚特別支援学校

公立
- 千葉県立国府台高等学校
- 市川市立大洲中学校
- 市川市立市川小学校
- 市川市立宮田小学校
- 市川市立大洲小学校

私立
- 日出学園
  - 日出学園中学校・高等学校
  - 日出学園小学校
  - 日出学園幼稚園
- 和洋学園
  - 和洋女子大学
  - 和洋国府台女子中学校・高等学校
- 千葉商科大学
- 国府台女子学院小学部・中学部・高等部

#### その他
- 国道14号（千葉街道）
- 江戸川
- 山崎製パン企業年金基金会館
  - 市川グランドホテル
  - 市川年金事務所
- 京葉瓦斯本社・市川工場

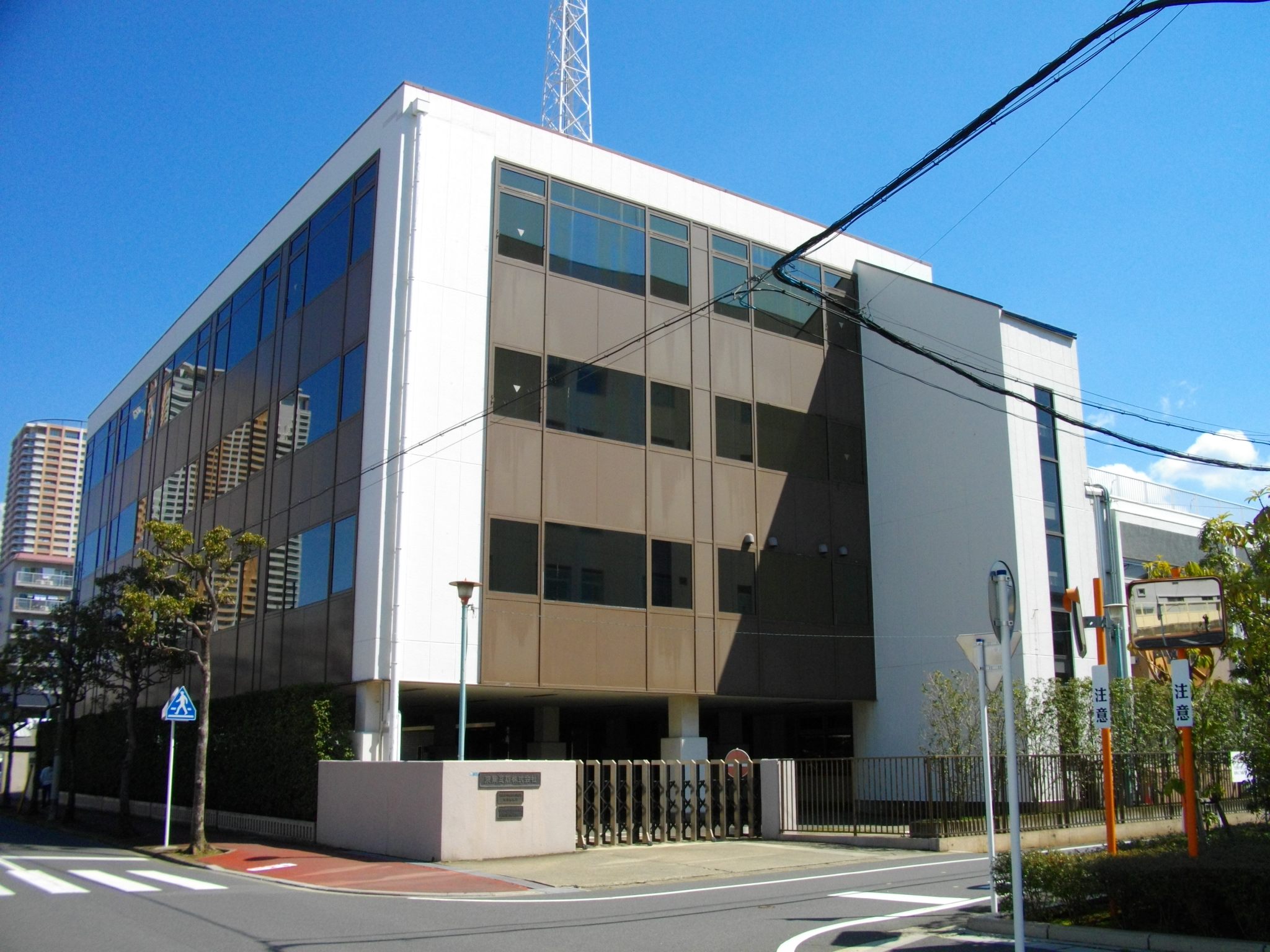
京葉瓦斯本社

- 北越コーポレーション関東工場（市川工務部）
- 大洲防災公園
- 手児奈霊堂
- 弘法寺
- 亀井院
  - 真間の井
- 市川八幡神社
- 胡録神社
- 宝神社
- iiロード市川 - 平成5年度手づくり郷土賞（出会いを演出する街角）受賞。

## バス路線
最寄りの停留所は、北口および南口駅前ロータリー内に設置されている。
| のりば | 運行事業者                            | 系統・行先 | 備考                                 |
| 北口   | 北口                                  | 北口 | 北口                                 |
| ------ | ------------------------------------- | --- | ------------------------------------ |
| 1      | 京成バス                              | 松11：松戸駅 / 松戸営業所                                                                                      |                                      |
| 2      | 京成バス                              | - 市61：市川学園                                                                                               |                                      |
| 3      | 京成バス                              | - 市41：国分高校 - 市42：医療センター入口 - 市44：聖徳学園 - 市45：東松戸駅 - 松51・松51-2・松54・松55：松戸駅 |                                      |
| 4      | 京成バス                              | - 市81急行：北国分駅 - 市82急行：国分操車場 - 市90特急：国分操車場                                             |                                      |
| 4      | 京成バス東京                          | 新小52：新小岩駅東北広場 / 葛飾営業所                                                                          |                                      |
| 南口   |                                       | |                                      |
| 1      | - 京成バス千葉ウエスト - 東京空港交通 | 空港リムジンバス：羽田空港                                                                                     |                                      |
| 2      | 京成バス千葉ウエスト                  | - 市川01：本八幡駅南口 - 市川03：西船橋駅南口                                                                  |                                      |
| 3      | 京成バス千葉ウエスト                  | 市舞 01：舞浜駅南口                                                                                            | お盆・年末年始を除く土日祝日のみ運行 |

## その他
- ポケモンスタンプラリー2007では、初めて当駅にポケモンスタンプが設置された。スタンプはデオキシス。
- かつては、流鉄流山線が馬橋駅から松戸駅を経て当駅まで延伸される計画（9.7km, 複線）があった。停車駅は市川、真間、手児奈、球場前、化研病院前、高校前、円芸学校前、松戸、競馬場、馬橋の予定であった。併せて流山駅から野田市駅に延伸する計画（10.88km, 単線）もあった。停車駅は流山、南中前、三輪山、大畔、西初石、平方原、西運河、西梅郷、野田市の予定であった[35]。

## 隣の駅
東日本旅客鉄道（JR東日本）
 総武線（快速）
新小岩駅 (JO 23) - 市川駅 (JO 24) - 船橋駅 (JO 25)
 総武線（各駅停車）
小岩駅 (JB 26) - 市川駅 (JB 27) - 本八幡駅 (JB 28)